# Sempervivella
Sempervivella es un género con cuatro especies de plantas con flores de la familia Crassulaceae. 

## Especies seleccionadas
Sempervivella acuminata
- Sempervivella alba
- Sempervivella mucronata
- Sempervivella sedoides

- Datos: Q9075951